# 中华文明五千年说
中华文明五千年是清朝晚期以来中文世界中的一种常见说法，指中国有着五千年的历史。此说法最晚到20世纪初开始流行起来，以显示中国或中华文化具有悠久的历史，且有时会成为民族主义叙事的一部分。类似的表达方式有“中国是个有5000年历史的文明古国”、「中国上下五千年」等。

## 依据
夏朝是中国史书记载的第一个统治中原的世袭制朝代。根据夏商周断代工程所做出的结论，夏朝起始年约为公元前2070年。与此同时，中国古代大多文献将历史人文的开端放在了五帝时代，而作为五帝之首的黄帝大约是在夏朝之前近一千年。根据晋代皇甫谧的《帝王世纪》推算，认为尧以上共五帝，历时341年，认为黄帝元年应为公元前2698年。这样算来，中华文明从黄帝时算起，就有接近于五千年的历史。 此外，有学者考证认为在黄帝之前还有一个部落首领为炎帝的时代，炎黄合称（见炎黄子孙）成为中国大众意识中的中华文明的开始。这样无论始自黄帝还是之前的炎帝，“中华文明五千年”逐渐成为约定俗成的说法。

## 使用

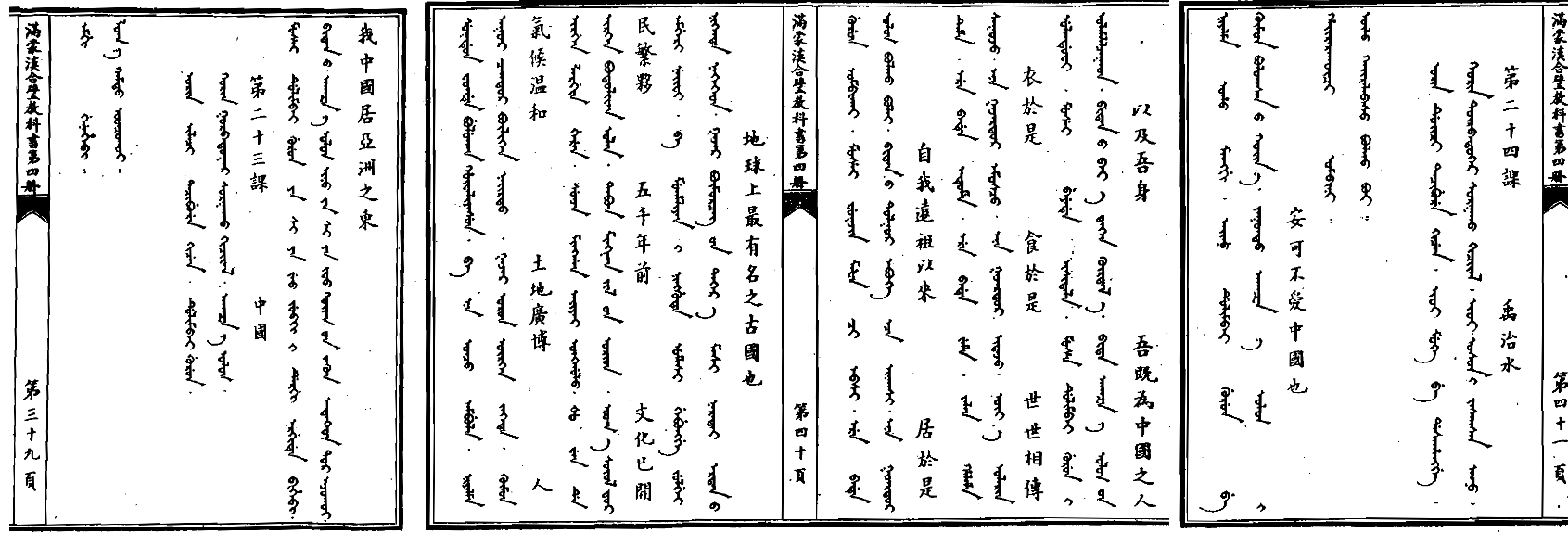
清末《滿蒙漢合璧教科書》的〈中國〉部分

1650年左右的清朝顺治帝时期，意大利传教士卫匡国来到中国，他来中国的首要目的是传教，与此同时，他还是一名汉学家，对中国文化比较了解，也是向欧洲系统介绍中国地理、文化、历史、语言的第一人。在他的《中国上古历史》一书中就提出中华五千年概念。
到清朝晚期“中国五千年文化”之说法已逐步为清朝政府官方认可并加以推广，比如清末由清朝学部审定的教科书《中国历史教科书》一开篇就说“中國之建邦，遠在五千年以前，有世界最長之歷史。又有其文化為古來東洋諸國之冠...”。 清末滿漢蒙三語教科書《滿蒙漢合璧教科書》的“中國”部分也说“我中國居亞洲之東，氣候溫和，土地廣博，人民繁夥。五千年前，文化已開，地球上最有名之古國也”，而《高等小学历史课本》亦说“我中国为世界文明最古之国，文化之开去今已五千年”，等等。
部分晚清教科书亦有“四千年文化”或“六千年文化”之说。比如清末《初等小学中国地理教科书》中叙述“亚细亚洲……中凡十数国，惟中国版图最广，气候适宜，民庶尤众，为四千年来文化发达、世界著名之大国”。与此相对，商务印书馆出版的《最新中学教科书中国历史》则有“读我国六千年之国史，有令人悲喜无端，俯仰自失者。读上古之史，则见至高深之理想”等描述。
1911年辛亥革命爆发，孙中山于1912年初就任中华民国临时大总统时，通电各省，“以黄帝纪元4609年为中華民國元年”，这是中国历史上第一次以国家元首的身份公开承认了“五千年说”。在此期间中国亦曾经兴起一股“黄帝热”。
此后，“中华文明五千年”的说法变得更加流行。其类似说法亦纷纷出现，逐渐成为在中国流行的说法，比如中国大陆作家林汉达、曹余章编著的关于中国历史的通俗历史读物就以《上下五千年》为名。

## 质疑
尽管“中华文明五千年”成为流传于中国的常见说法，中国内外特别是在西方学界看来，中华文明只有3000年信史，而不认可是5000年。虽然中国传统文献中关于夏朝的记载较多，但由于都成书较晚，且迄今为止又没有发现公认的夏朝存在的直接证据，如夏朝同时期的文字作为自证物，因此近现代历史学界有不少人质疑夏朝是否存在，应视为傳说時代而非信史。即使从商朝开始算起，中国仍只有3700年左右的信史，离5000年仍有较大差距。若从中国历史出现明确纪年的西周共和（公元前841年）起算，中国的信史尚不到3000年。
与此同时，部分中国学者认为中国历史不止五千年，比如有说法称距今8000年前，中国大部地区出现了秩序井然的社会和一定程度的社会分化，产生了较为先进复杂的思想观念和知识系统，同时当时中国大部地区文化已经初步交融联结为一个雏形的“早期中国文化圈”，有了文化上“早期中国”的萌芽。因此，8000年前已经迈开了中华文明起源的第一步。